# Rădăcinești, Vrancea
Rădăcinești este un sat în comuna Corbița din județul Vrancea, Moldova, România. Se află în partea de nord-est a județului,  în Colinele Tutovei.

## Geografia
Rădăcinești se poziționează în partea de est a țării, la 220 km nord de București, capitala națională. Satul este situat la o altitudine de 150 de metri deasupra nivelului mării și are o populație de 279 de locuitori.
Împrejurimile satului Rădăcinești sunt predominant colinare în partea de sud-vest, în timp ce în partea de nord-est terenul este mai plat. Cel mai înalt punct din împrejurimi se ridică la 306 metri și se află la 2.1 km vest de Rădăcinești. Densitatea populatiei este destul de mică, aproximativ 43 de persoane pe kilometru pătrat. Cel mai apropiat oraș important este Adjud, situat la 13.9 km sud-vest de Rădăcinești. Împrejurimile Rădăcineștiului sunt în mare parte teren agricol.
Clima în Rădăcinești este de tip hemiboreal. Temperatura medie anuală este de 10 °C. Luna cea mai caldă este iulie, cu o temperatură medie de 24 °C, iar cea mai rece este decembrie, cu o medie de −6 °C. Precipitațiile medii anuale sunt de 946 milimetri. Luna cea mai umedă este mai, cu 159 milimetri de precipitații, iar cea mai secetoasă este august, cu 50 milimetri.

## Istoria
Aflat la extremitatea estica a Carpatilor de Curbura, teritoriul actual în comunei Corbița a favorizat, datorită conditiilor sale naturale si climaterice, o permanenta locuire a acestei zone în toate epocile istorice. Cele mai vechi dovezi de vietuire umana dateaza din neolitic, aproximativ 4.500 i.e.n., datarea fiind valabila pentru toate satele componente ale comunei Corbița. Marturiile neolitice din zona apartin purtatorilor culturii Cucuteni, cultura prezenta pe intreg teritoriul judetului Vrancea. Primul sat mentionat intr-un document medieval scris esta satul Lărgășeni. Atestată documentar la 20 aprilie 1546. Aici există din a doua jumătate a veacului al XVIII-lea o frumoasă biserică de lemn. In anul 1865 se înființează prima scoala primara mixta în satul Rădăcinești
Originea denumirii satului se regăsește din timpul domnitorului Stefan cel Mare. Se spune că răzeșii care au luptat alături de domnitor sub comanda conducătorului acestora, pe nume Ion Rădăcină, au fost răsplatiți de Ștefan cu aceste dealuri care erau împădurite. Tot de la Ion Rădăcină a rămas si denumirea satului.

## Populație
| 31 octombrie 2011 | 1 decembrie 2021 |
| ----------------- | ---------------- |
| 285               | 279              |

1. ↑  Google Earth
2. ↑  x indică operatorul telefonic: 2 pentru Romtelecom și 3 pentru alți operatori de telefonie fixă
3. ↑  „GeoNames.org”. www.geonames.org. Accesat în 15 iunie 2024.
4. ↑  „copie arhivă”. Arhivat din original la 9 februarie 2016. Accesat în 15 iunie 2024.
5. ↑  „copie arhivă”. Arhivat din original la 28 februarie 2016. Accesat în 15 iunie 2024.
6. ↑  Peel, M. C.; Finlayson, B. L.; McMahon, T. A. (11 octombrie 2007), „Updated world map of the Köppen-Geiger climate classification”, Hydrology and Earth System Sciences (în English), 11 (5), pp. 1633–1644, doi:10.5194/hess-11-1633-2007, ISSN 1027-5606, accesat în 15 iunie 2024
7. ↑  „copie arhivă”. Arhivat din original la 11 mai 2020. Accesat în 15 iunie 2024.
8. ↑  „copie arhivă”. Arhivat din original la 10 iunie 2021. Accesat în 15 iunie 2024.
9. ↑  „Primaria Corbita”. www.primariacorbita.ro. Accesat în 15 iunie 2024.
10. ↑  „Rezultate 2011 – Recensamantul Populatiei si Locuintelor”. Accesat în 15 iunie 2024.

 Acest articol despre o localitate din județul Vrancea este deocamdată un ciot. Puteți ajuta Wikipedia prin completarea lui.